# Polis Chrysochous (Bezirk)

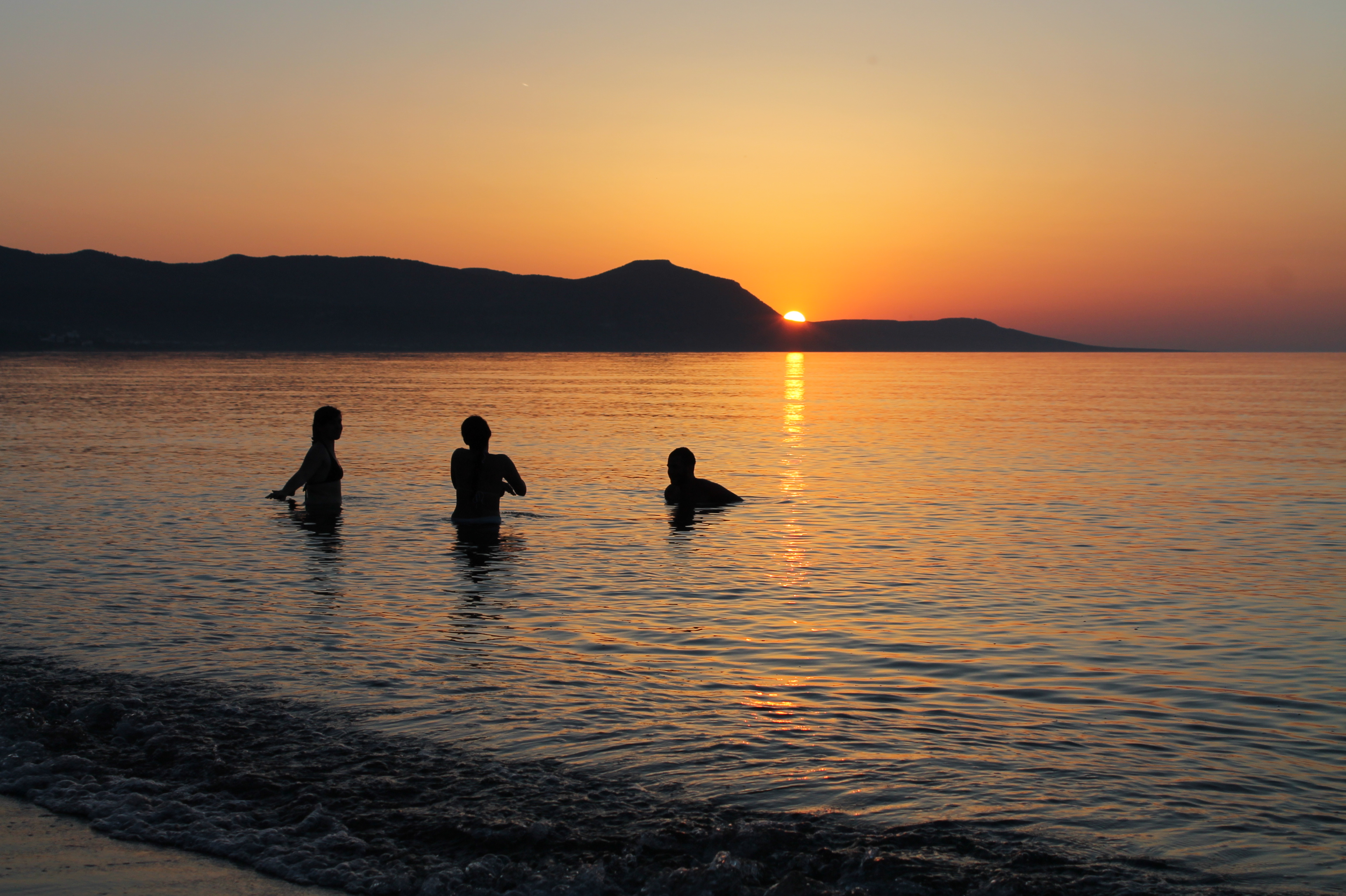
Polis Chrysochous Strand

Polis Chrysochous (griechisch Πόλις Χρυσοχούς) ist einer der beiden Bezirke der gleichnamigen Stadtgemeinde (Δήμος Dímos) Polis Chrysochous im Bezirk Paphos auf Zypern.

## Geografie

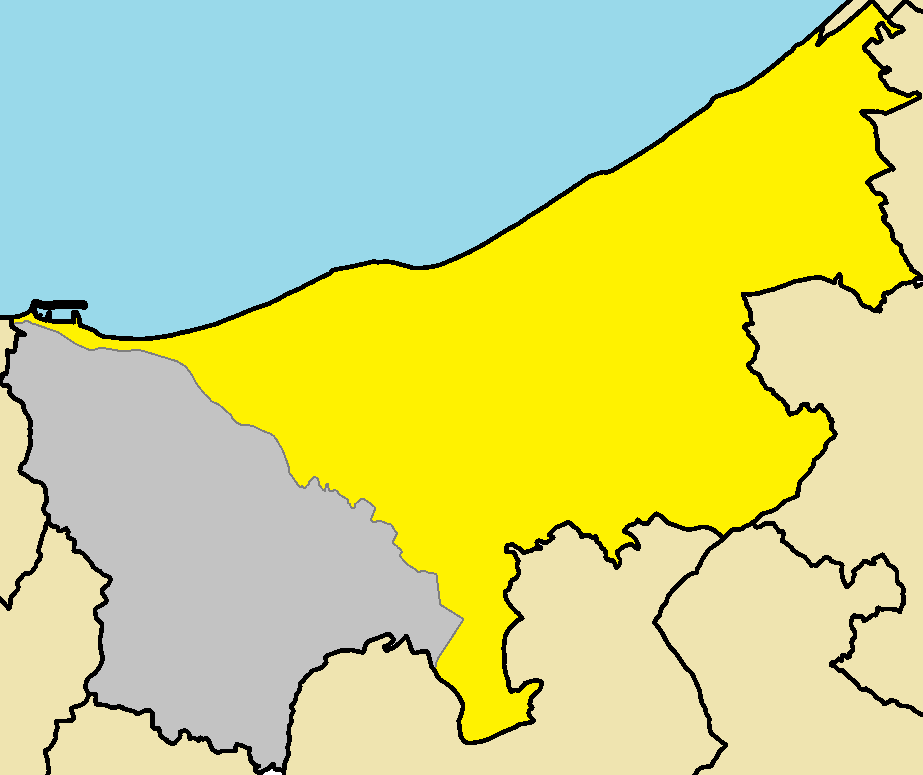
Lage in Polis Chrysochous

Der Bezirk Polis Chrysochous ist der größere Stadtteil von Polis und befindet sich im Osten des Verwaltungsgebiets. Im Westen grenzt es an Neo Chorio und den anderen Bezirk Prodromi, im Süden an Chrysochou und Steni, im Südosten an Pelathousa und im Osten an Makounda und Argaka. Der nördliche Teil seines Verwaltungsgebiets liegt an der Küste.

## Geschichte
Der Bezirk entstand, weil sich Prodromi der Gemeinde Polis Chrysochous anschloss.

## Bevölkerung
Die folgende Tabelle zeigt die Einwohnerzahl des Bezirks Polis Chrysochous, wie sie bei den in Zypern durchgeführten Volkszählungen erfasst wurde.
| Jahr      | 2001 | 2011 |
| Einwohner | 1262 | 1313 |